# Adilson Dos Santos
Adilson Ben-David Dos Santos (Rotterdam, 15 mei 1974) is een voormalig Nederlands profvoetballer. Zijn positie in het veld was aanvaller.
In het seizoen 1992/93 maakte hij zijn debuut voor Sparta Rotterdam; op 23 januari 1993 viel hij na 62 minuten in voor Zé Rodrigues in de met 4-0 verloren wedstrijd tegen RKC Waalwijk. Hij speelde vier wedstrijden voor de club uit Spangen, maar een doorbraak bleef uit. In het seizoen 1994/95 werd hij verhuurd aan FC Eindhoven waar hij tien wedstrijden speelde. Een seizoen later speelde hij 12 wedstrijden (drie doelpunten) voor Excelsior. 
Bij RKC Waalwijk kwam hij vanaf het seizoen 1996/97 wel veel aan spelen toe. In drie seizoenen RKC speelde hij 75 wedstrijden en scoorde hij zeven keer. In de zomer van 1999 ging hij naar N.E.C. daar speelde hij in drie seizoenen slechts 25 wedstrijden en scoorde hij niet. In 2002 vond hij geen nieuwe club meer. Na zijn voetbalcarrière ging hij de muziek in.